# 한국OB축구회
한국OB축구회는 은퇴한 축구 국가대표 원로들이 모여서 45세의 축구인과 동호인들이 친목과 총화단결을 목적으로 1978년 설립한 단체이다.
현재는 은퇴한 선수들과의 친목단체의 형태에서 점차적으로 사회공헌과 재능기부를 위한 단체로 변화하고 있다. 한국OB축구회가 최근 추진하는 '힐링 축구캠프'는 문화체육관광부, 국민생활체육회, 국민체육진흥기금의 후원을 받아 맞벌이, 외부모, 조부모, 저소득층 및 각 학교에서 추천하는 소외계층 청소년을 대상으로 은퇴한 축구 국가대표 선수들이 무료 재능기부를 제공하고 있다.